# Laru Baringin
Laru Baringin is een bestuurslaag in het regentschap Mandailing Natal van de provincie Noord-Sumatra, Indonesië. Laru Baringin telt 321 inwoners (volkstelling 2010).